# Estnische Badmintonmeisterschaft 2007
Die Estnische Badmintonmeisterschaft 2007 fand vom 3. bis zum 4. Februar 2007 in Tartu statt. Es war die 43. Austragung der Titelkämpfe.

## Medaillengewinner
| Disziplin    | Gold                         | Silber                         | Bronze                         |
| ------------ | ---------------------------- | ------------------------------ | ------------------------------ |
| Herreneinzel | Raul Must                    | Rainer Kaljumäe                | Tauno Tooming                  |
| Dameneinzel  | Kati Tolmoff                 | Helen Reino                    | Kai-Riin Saluste               |
| Herrendoppel | Ants Mängel Raul Must        | Indrek Küüts Meelis Maiste     | Vahur Lukin Einar Veede        |
| Damendoppel  | Helen Reino Kai-Riin Saluste | Karoliine Hõim Laura Vana      | Helis Hirve Kerli-Helen Oissar |
| Mixed        | Ants Mängel Karoliine Hõim   | Tauno Tooming Kai-Riin Saluste | Karl Kivinurm Eve Jugandi      |